# Hasta siempre

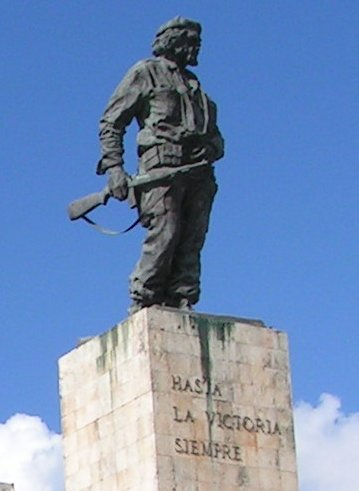
"Hasta la victoria siempre"Monumento a Che na Plaza de La Revolucion Ernesto Guevara, em Santa Clara, Cuba

Hasta Siempre é uma canção cubana de 1965. Constitui uma das composições musicais dedicadas a Che Guevara de maior conotação a nível internacional através do tempo.
Nascido em Manzanillo, Cuba, em 1917, a partir da década de 1930, Carlos Puebla estudou música e começou como compositor e músico. A década de 1940 foi frutífera na criação ininterrupta de boleros e canções que hoje se incluem no Patrimônio Musical Cubano. Entre seus intérpretes figuram Barbarito Diez, Blanca Rosa Gil, Adriano Rodríguez, Fernando Albuerne e o dueto de Clara y Mario.
O compositor Carlos Puebla homenageia Che Guevara, procurando em versos traduzir o sentimento dos cubanos em relação ao comandante guerrilheiro. "Hasta siempre" é como uma resposta à carta de despedida de Ernesto, de outubro de 1965, à sua renúncia ao conforto do governo já estabelecido em Cuba em favor da incerteza da luta revolucionária internacional.
Em maio de 1967, durante o Encontro da Canção Protesta celebrada na praia cubana de Varadero se escutou pela primeira vez a famosa canção do cantor e compositor caribenho.
Até 1959, o nome de Carlos Puebla não era muito conhecido dentro do panorama musical cubano, liderado por cantores como Sindo Garay e Miguel Matamoros. No entanto, foi a partir do sucesso deste tema e da vitória revolucionária, que o autor fundou o Centro da Canção Protesta onde alvoreceu o movimento conhecido como a Nova Trova Cubana, no qual surgiram vozes como Pablo Milanés, Silvio Rodríguez e Vicente Feliú, entre outros. Seu estilo vinculado com o apoio à Revolução Cubana, suas letras e a sua ideología, influenciou a dezenas de artistas na América Latina e na Espanha.
Hasta siempre se converteu, depois do famoso Guantanamera numa das canções mais representativas de Cuba no mundo. Muitos artistas fizeram versões desse tema como Soledad Bravo da Venezuela, Nathalie Cardone da França, Óscar Chávez do México, Robert Wyatt da Inglaterra, Enrique Bunbury da Espanha, Maria Farantoúri da Grécia entre muitos outros, completando mais de 200 versões internacionais. Mesmo que o Victor Jara (cantor e compositor chileno) nunca cantou essa canção, no entanto, muitos atribuem uma versão do sucesso de Carlos Puebla por erro.

## Letra
Aprendimos a quererte
desde la histórica altura
donde el Sol de tu bravura
le puso cerco a la muerte.
Aquí se queda la clara,
la entrañable transparencia,
de tu querida presencia,
Comandante Che Guevara.
Tu mano gloriosa y fuerte
sobre la Historia dispara
cuando todo Santa Clara
se despierta para verte.
Aquí se queda la clara,
la entrañable transparencia,
de tu querida presencia,
Comandante Che Guevara.
Vienes quemando la brisa
con soles de primavera
para plantar la bandera
con la luz de tu sonrisa.
Aquí se queda la clara,
la entrañable transparencia,
de tu querida presencia,
Comandante Che Guevara.
Tu amor revolucionario
te conduce a nueva empresa
donde esperan la firmeza
de tu brazo libertario.
Aquí se queda la clara,
la entrañable transparencia,
de tu querida presencia,
Comandante Che Guevara.
Seguiremos adelante,
como junto a ti seguimos,
y con Fidel te decimos:
«¡Hasta siempre, Comandante!»
Aquí se queda la clara,
la entrañable transparencia,
de tu querida presencia,
Comandante Che Guevara.
Letra traduzida pelo canal "Música Vermelha" (pt-PT):

Aprendemos a amar-te
desde a histórica altura
onde o sol da tua bravura
pôs fim à morte.
Refrão:
Aqui, permanece clara,
a cativante transparência
da tua querida presença,
Comandante Che Guevara!
A tua mão gloriosa e forte
sobre a história dispara
quando toda Santa Clara
se levanta para ver-te.
[Refrão]
Vens queimando a brisa
com sóis de primavera
para hastear a bandeira
com a luz do teu sorriso
[Refrão]
O teu amor revolucionário
conduz-te a uma nova terra
onde esperam a firmeza
do teu braço libertário
[Refrão]
Seguiremos adiante
como junto a ti seguimos
e com Fidel te dizemos:
"Até sempre, Comandante!"

O título Hasta siempre, que em português pode ser traduzido como “Até sempre”, revela a fidelidade e o companheirismo entre os guerrilheiros e soa como uma resposta à frase final da famosa carta de despedida de Guevara: “Hasta la victoria siempre! Patria o muerte!”.